# 航空規制緩和法

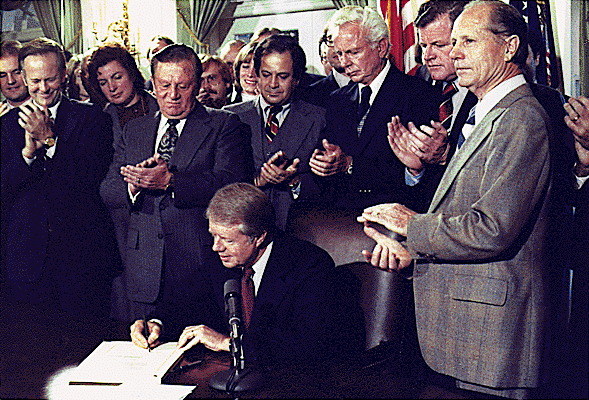
航空規制緩和法案に署名するジミー・カーター大統領。

航空規制緩和法 （こうくうきせいかんわほう、英語: Airline Deregulation Act、ADA）は、1978年に制定されたアメリカ合衆国の連邦法である。日本語での呼称は航空会社規制緩和法、民間航空規制緩和法などと定まっておらず、Deregulation を日本語発音した「デレギュレーション」法とも呼ばれる。

## 概要
1978年にジミー・カーター政権により、これまで連邦政府の規制により守られていたアメリカの航空業界を規制緩和し、運賃や路線、新規航空会社の市場参入などに関する連邦政府による統制を撤廃したものである。
これにより、商業航空業界に自由市場が導入され、航空便数の大幅な増加・運賃の引き下げ・輸送量の増加・航空会社の再編がもたらされた。規制当局であった民間航空委員会（CAB）の権限も段階的に廃止されたが、連邦航空局（FAA）の航空安全に関する規制権限は全面的に低下しなかった。

## 歴史
1938年以来、CABは国内の州間航空輸送ルートを公共事業としてすべて規制し、国際線にも就航できる航空会社を限定し、また運賃・ルート・スケジュールを設定していた。しかし、州内路線のみを運航する航空会社は、CABの規制を受けず、代わりに運航する州の州政府による規制を受けていた。一般にCABは航空旅行を促進する目的で補助金を出して短距離路線の運賃を抑えており、その財源は引き上げられた長距離路線の運賃によってもたらされるものであった。またCAB は、合理的な収益率が確保できるよう、航空会社を保護していた。
航空会社は新しい路線や運賃の変更を申請しても長い期間待たされるうえに、承認されないことが多く、官僚的・独善的というのがCABの評判であった。例えば、ワールド・エアウェイズは1967年にニューヨーク-ロサンゼルス間の低運賃路線の開設を申請したが、CABはこの申請の検討に6年以上をかけた挙げ句に、記録が「古い」という理由で却下している。コンチネンタル航空は8年後にデンバー-サンディエゴ間の運航を開始したが、これは控訴裁判所がCABに申請を承認するよう命じたからに過ぎない。
また国際線はCABによって就航できる路線は航空会社によって厳格に分けられており、民間航空が世界に広がった第二次世界大戦後も、戦前同様に世界中に自由に路線を張り巡らせるのはパンアメリカン航空のみで、1970年代まではトランス・ワールド航空とアメリカン・オーバーシーズ航空はヨーロッパと中東路線のみ、ノースウエスト航空は太平洋とアジア路線のみ、ブラニフ航空は南米路線のみ、ユナイテッド航空はカナダ路線のみに限定されていた。また、その代わりにパンアメリカン航空やノースウエスト航空、トランス・ワールド航空などは、国内路線への進出は厳しく制限されていた。
この硬直したシステムは、1970年代に大きな圧力にさらされた。1973年の石油危機とスタグフレーションは経済環境を激変させ、ボーイング747やマクドネル・ダグラスDC-10などのワイドボディ機の技術の進歩などもあった。これまで利益が事実上保証されていたパンアメリカン航空やユナイテッド航空、トランス・ワールド航空をはじめとする大手航空会社の多くはこの硬直的なシステムを（部分的にも）支持していたが、高騰した運賃の支払いを余儀なくされた乗客たちは反対し、航空サービスにかつてないほどの高額な補助金を出す地域社会と連帯した。
合衆国議会は、長期的には航空輸送が国内の鉄道と同様に追随して問題に直面することを懸念するようになった。
主要な経済学者は、規制が非効率とコストの上昇につながると数十年前から主張していた。カーター政権は業界とその顧客は恩恵を受けられると主張し、新規参入や運賃に対する規制の撤廃、並びに、路線設定やハブ都市乗り入れに対する規制の縮小に舵が切られた。
1970年から1971年にかけて、ニクソン政権の経済諮問委員は、合衆国司法省反トラスト部などとともに、鉄道・トラック輸送における価格操作や参入障壁を軽減するための法案を提出した。この構想はフォード政権で進められ、1975年には独占禁止法を管轄する上院司法委員会による航空会社の規制緩和に関するヒアリングが開始された。この公聴会はエドワード・ケネディ上院議員が中心となって行われた。
この委員会は、本来の管轄である商務省航空小委員会よりも親しみやすいものとみなされ、司法委員会の主導はフォード政権による支持を受けた。1977年、カーター大統領はコーネル大学の経済学部教授アルフレッド・E・カーンをCABの議長に任命した。経済学者・ワシントンの有力シンクタンク・改革を主張する市民社会連合・規制当局のトップ・上院指導者・カーター政権・航空業界の一部から、この法案作成のための協調的な努力が展開された。これらの連携により、1978年に早急な立法化が勝ち取られた。ダン・マッキノンはCAB最後の議長となり、1985年1月1日にCABの最終的な閉鎖を見届けた。

## ADAの要旨
1978年2月6日にネバダ州の上院議員ハワード・キャノンが法案S.2493を提出し、1978年10月24日にカーターによって署名された。
同法の明文化された目標には、次のようなものがあった。
- 商業航空における最優先事項としての安全性の維持。
- 航空輸送サービスの提供は最大限競争を旨とすること。
- セカンダリー（非主要）空港または衛星空港を活用した主要都市部での航空サービスの奨励。
- 1 社以上の航空会社が不当に価格を上げたり、サービスを縮小したり、競争を排除したりするような不合理な寡占を避けること。
- 新規航空会社の航空輸送市場への参入促進、既存航空会社のさらなる市場参入の促進、小規模航空会社の継続的な強化を図る。

同法では、1981年12月31日までに国内線と新サービスの制限を完全に撤廃し、1983年1月1日までに国内線運賃の規制をすべて終了させることで、4年間で航空会社の運航に対するさまざまな制限を撤廃することが企図されていた。実際には、変更はそれよりもさらに急速に行われた。
ADAの定めに基づき以下が行われた
- 運賃を設定するCABの権限は徐々に撤廃された。
- CABは様々な要求の処理を迅速化するよう求められた。
- 新しい航空会社の設立基準が自由化された。
- 航空会社には、競合他社の十分に利用していない路線やローカルサービスの補助金を受けている路線を引き継ぐことが認められた。
- アメリカ資本の国際航空会社は国内線サービスを提供することが認められた。
- 「公共の利便性」を理由とする路線の差止めには、CABに証明責任が課せられた。
- CABはチャーター便に体する新たな規制を導入することを禁止された。
- 郵便物輸送に対する特定補助金は1986年1月1日をもって終了し、不可欠路線運航サービス（英語版）（EAS）の補助金プログラムは制定から10年後に終了した[注 3]。
- 既存の航空会社間の相互扶助協定が終了した。
- CABは航空会社に反トラスト法上の免責を与えることが認められた。
- FAAは、コミューター航空会社のための安全基準を策定するよう指示された。
- 州内航空会社は、直通便の運航や州間航空会社との共同運賃契約を結ぶことを認められた。
- 制定後10年間、航空会社には従業員を雇用する際に他の航空会社から解雇・一時解雇された従業員を優先的に雇用することが義務付けられた。
- 残りの規制は米国運輸省（DOT）に継承され、CABは1984年に解散した。

安全検査と航空交通管制については引き続きFAAが行うこととされ、運輸長官には規制緩和がもたらす航空安全その他の問題に与える影響について議会に報告することが求められた。
ADAは（国際線に関するモントリオール条約と併せて）、航空会社に対する遅延・差別・消費者保護違反その他の旅客の不当な扱いに関する申し立てに関して、州法に対する優先的適用が認められている。

## 影響
1996年の合衆国会計検査院の報告書によると、乗客1マイルあたりの平均運賃は、1994年には1979年に比べて約9%減少している。インフレ調整をすると、1976年から1990年の間に有料運賃は約30%減少している。航空会社が大型機をより長距離・高需要な路線に就航させ、交通量の少ない短距離路線では小型機に置き換えることができるようになったことも、この一因である。しかし、これらの傾向は全国の航空輸送ネットワーク全体に一様に分布しているわけではない。コストは、交通量の多い長距離路線の方が、短距離路線よりも劇的に低下している。
競争にさらされたことで多くの航空会社が大きな損失を被り、その結果航空会社の従業員の雇用は不安定なものとなり、労働組合との対立に陥った。1978年から2001年半ばまでの間に、8つの主要航空会社とタワーエアやトランプ・シャトルをはじめとする100以上の中小規模航空会社が倒産または清算されており、規制緩和の余波で設立された数十社の新規航空会社のほとんどもこの中に含まれた。
ほとんどの場合、規制緩和に反対する一部の人々が予測していたような小規模な市場でのサービスの低下には見舞われなかった。しかし、競争によりハブ空港の選択と集中が進むとともに、ポイント・ツー・ポイント（直行便）の航空輸送はより競争力が強いハブ＆スポークシステムに取って代わられた。 ハブ＆スポークシステムによる運航により、ハブ以外の空港（スポーク）から出発した旅行者は、一度ハブ空港を経由して最終目的地に向かうこととなる。このシステムは、小規模な市場にサービスを提供するのにはより効率的であるが、"フォートレス・ハブ "を構築した一部の航空会社による競争の排除もまた可能にした。
その後、サウスウエスト航空やジェットブルー航空のような格安航空会社が成長したことにより、アメリカの航空輸送システムにポイント・ツー・ポイントサービスが復活し、またさまざまな規模の市場への適応性に優れた小型ジェット旅客機やターボプロップ旅客機をはじめとする、幅広い種類の燃費のいい航空機の開発に貢献した。しかしこれらの小型ジェット旅客機やターボプロップ旅客機は、ブラジルやカナダ、ヨーロッパなどにシェアを奪われてしまった。
2011年に、1970年代にケネディ上院議員とともに航空規制緩和に取り組んでいた最高裁判所判事のスティーブン・ブライヤーが次のように記している。
業界の歴史は何を物語っているのか？この努力は価値があったのだろうか？

確かに、大規模な改革が行われるたびに、新たな、時には予期せぬ問題が発生することを示している。航空旅客数が1974年の2億7050万人から昨年は7億2110万人に増加し、業界が目覚ましい成長を遂げるとは誰も予想していなかった。その結果、北東回廊航路の渋滞・空港の過密化・遅延・テロリストのリスクなど、新たなボトルネックが発生し、空の旅がますます困難になるとは誰も予想していなかった。また、この変化が業界の労働者を不当に傷つける可能性があるとは誰も予想していなかった。
それでも、運賃は下がった。1旅客マイルあたりの航空会社収入は、インフレ調整すると1974年の33.3セントから2010年の上半期の13セントに減少した。1974年に規制当局が許すであろう最も安いニューヨーク-ロサンゼルス間の往復フライトは（物価変動を織り込んで）1,442ドルであったが、今日では同じルートを268ドルで飛ぶことができる。

これが旅行者の数が増えた理由だ。だから私たちは混雑した飛行機の中で座り、ポテトチップスを食べ、スピーカーからのアナウンスでまたフライトの遅延が発表された時には怒り出すのだ。しかし今、どれほどの人が、より良いサービスのために高く規制された価格を支払い「古き良き時代」に戻りたいと思うだろうか？出張族でさえ、"ブリーフケースの正規料金 "を払いたい人と思う人はいないだろう。